# Have-løn
Haveløn (Acer micranthum), også skrevet Have-Løn, er en stor busk eller et lille træ med en lav, malerisk vækst og smukke høstfarver. Af samme grund bruges den mere og mere i haver og parker.

## Beskrivelse
Haveløn er en stor busk eller et lille træ. Barken er først lysegrøn og svagt dugget. Senere bliver den purpurrød og hvidstribet. Knopperne er modsat stillede, aflange og mørkt olivengrønne. Bladene er 5-7 cm lange og 5-lappede med tandet rand. Oversiden er mørkegrøn med mørke bladribber, mens undersiden er grågrøn. Bladenes farve er orange eller røde både ved udspring i foråret og igen ved løvfald om efteråret. 
Blomstringen foregår i maj-juni, hvor man finder blomsterne samlet i endestillede klaser. De enkelte blomster er meget små, 5-tallige og regelmæssige med gulgrønne kronblade. Frugterne er vingede delfrugter, sådan som det kendes fra alle andre inden for slægten. Om efteråret giver frugterne med deres pink farve en flot kontrast til det rødlige løv.
Rodsystemet består af grove, dybtgående og vidt udbredte hovedrødder med forholdsvis få siderødder. Planter, der sælges i Danmark er dog i reglen podet på grundstammer af spidsløn, hvis rodsystem de overtager.
Højde x bredde og årlig tilvækst: 8,00 x 6,00 m (20 x 15 cm/år), i Danmark dog næppe så meget. 

## Hjemsted
Haveløn hører hjemme på de fire japanske øer, Hokkaido, Honshū, Kyushu og Shikoku. Her vokser den på steder med fuld sol eller let skygge under de kølige, regnrige bjergskove på veldrænet, svagt sur og nogenlunde næringsrig jord. 
I skovene på den nordlige, japanske ø, Hokkaido, vokser arten under kølige forhold, hvor den ikke reagerer på forskelle i snefald eller regnmængde. Den findes sammen med bl.a. hortensia, Betula grossa (en art af birk), Galium kamtschaticum (en art af snerre), havehortensia, klatrehortensia, lindebladet løn, Rhododendron multiflorum (en art af bjerglyng), oktobersølvlys, Oxalis griffithii (en art af surkløver), Smilacina hondoensis og Smilacina japonica (to arter af skyggeblomst) samt stilket bronzeblad og vidalfjerbregne

## Billeder
- Nærbillede af en gren med frugter
- Nærbillede af frugter

| Portal | Portal:Botanik |

## Note
1. ↑  Shigeru Uemura: Environmental Factors Controlling the Distribution of Forest Plants with Special Reference to Floral Mixture in the Boreo-Nemoral Ecotone, Hokkaido Island Arkiveret 20. marts 2014 hos  Wayback Machine En oversigt over gruppering af plantesamfundene på Hokkaido (engelsk)